# Ricardo Ramos
Ricardo Medeiros Ramos (Palmeira dos Índios, 4 de janeiro de 1929 — São Paulo, 21 de março de 1992) foi um escritor (romancista e ensaísta), advogado, professor, editor, publicitário e jornalista brasileiro. Ganhou, por três vezes, o Prêmio Jabuti com as respectivas obras Os caminhantes de Santa Luzia (1960), Os desertos (1962) e Matar um homem (1971). 

## Biografia
Ricardo Ramos era filho do Graciliano Ramos e de Heloísa de Medeiros Ramos. Viveu uma parte da sua infância em Maceió, num ambiente literário, uma vez que seu pai tinha amizade com importantes autores brasileiros, a exemplo de José Lins do Rego, Rachel de Queiroz, Jorge Amado, Aurélio Buarque de Holanda e Valdemar Cavalcanti. Em 1936, quando Graciliano foi preso, a esposa, Heloísa, viaja para o Rio de Janeiro com as duas filhas menores, deixando Ricardo com o avô materno.
Nos anos 1950, Ricardo Ramos transfere-se para São Paulo, onde permanecerá por mais de trinta anos, trabalhando como  publicitário. 
Faleceu em 23 de março 1992.

## Carreira literária
Em Maceió, Ricardo Ramos conclui o ginásio no colégio dos irmãos maristas. Em 1944, aos 15 anos, volta a morar com o pai, no Rio de Janeiro, iniciando, ali, o curso de direito paralela ao trabalho jornalístico. Nesse período, começa a escrever contos e trabalhar, aos quais “o autor se debruça, com a delicadeza do miniaturista que se notabilizou na arte do conto, sobre a análise dos dramas da alma brasileira” De Graciliano Ramos, o pai, "herdou a concisão e o labor empregado nos textos, além do engajamento em causas sociopolíticas".
Em 1954, publica seu primeiro livro “Tempo de espera”, um conjunto de nove volumes.  Algumas de suas obras foram traduzidas “para o inglês, espanhol, alemão, russo e japonês. Foi também editor, professor da ESPM e presidente da União Brasileira de Escritores (UBE)”. Foi membro da Academia Paulista de Letras .

## Obras
| Título                        | Ano  | ISBN           | Gênero              | Editora         |
| ----------------------------- | ---- | -------------- | ------------------- | --------------- |
| Tempo de espera               | 1954 |                | Contos              | José Olympio    |
| Os caminhantes de Santa Luzia | 1959 | 978-8525054999 | Romance             | Biblioteca Azul |
| Os desertos                   | 1961 |                | Contos              | Melhoramentos   |
| Memória de setembro           | 1968 |                | Romance             | José Olympio    |
| Matar um homem                | 1970 | 978-8526705081 | Contos              | Siciliano       |
| Desculpe a nossa falha        | 1991 | 978-8526281172 | Infanto-juvenil     | Scipione        |
| Pelo amor de Adriana          | 1988 | 978-8526214606 | Infanto-juvenil     | Scipione        |
| O rapto de Sabino             | 1992 | 978-8526248793 | Infanto-juvenil     | Scipione        |
| Retrato fragmentado           | 1992 | 978-8525050861 | Biografia, memórias | Globo Livros    |
| Circuito fechado              | 2012 | 978-8525051288 | Romance             | Biblioteca Azul |

## Prêmios
| Título                        | Prêmio        | Ano  | ISBN           |
| ----------------------------- | ------------- | ---- | -------------- |
| Os caminhantes de Santa Luzia | Prêmio Jabuti | 1960 | 978-8525054999 |
| Os desertos                   | Prêmio Jabuti | 1962 |                |
| Matar um homem                | Prêmio Jabuti | 1971 | 978-8526705081 |